# Oratorio di Santa Croce (Sarzana)
L'oratorio di Santa Croce è un luogo di culto cattolico situato nel comune di Sarzana, in via Rossi, in provincia della Spezia

## Storia e descrizione
Probabilmente edificato in un periodo attorno al XV secolo, a tale secolo risale la fondazione della Compagnia dei Disciplinanti o dei Bianchi, sotto il titolo di Santa Maria e della Santa Croce di Lucca, è certamente uno degli oratori più antichi del borgo storico di Sarzana.
Nei documenti viene citato per la prima volta nel 1638 in occasione della visita pastorale di monsignor Prospero Spinola, vescovo della diocesi di Luni-Sarzana.
La struttura - ad unica navata - non possiede una facciata vera e propria e gli unici ingressi all'oratorio sono ubicati sul fianco destro. All'interno è conservata una copia del Volto Santo di Lucca.